# Ligue1 Canada
La Ligue1 Canada (en anglais : League1 Canada) est la plus haute division du championnat de football (soccer) semi-professionnel au Canada. La Ligue1 Canada regroupe trois ligues régionales: la Ligue1 Québec, la League1 Ontario, et la League1 Colombie-Britannique.

## Histoire
En 2011, la création de la Première ligue de soccer du Québec (PLSQ) par la Fédération de soccer du Québec marque le retour du soccer semi-professionnel masculin au Québec. En 2013, l’Association ontarienne de soccer (en) crée la League1 Ontario (L1O) du même niveau. En 2015 et en 2018, la L1O et la PLSQ ajoutent leurs propres compétitions du soccer féminin. En 2021, l’Association de soccer de la Colombie-Britannique (en) fonde la League1 Colombie-Britannique, dont il y a une compétition masculine et une compétition féminine dès son début.
Le 31 mars 2022, les trois ligues et la Canada Soccer Business annoncent la création de la Ligue1 Canada, une organisation faîtière qui regroupe les trois ligues existantes.
Du 12 au 14 octobre 2022, la Ligue1 Canada tient son premier championnat interprovincial du soccer féminin à Laval. Le championnat est un tournoi aller-simple qui regroupe quatre participants : les représentants de la PLSQ, de la L1O, et de la L1CB, accompagnés par la deuxième meilleure équipe de la PLSQ,,. Finalement, c’est l’AS Blainville qui remporte la première édition du championnat.

## Palmarès
| Saison | Québec                  | Québec                   | Ontario              | Ontario              | Colombie-Britannique              | Colombie-Britannique   | Alberta           | Alberta          |
| Saison | M                       | F                        | M                    | F                    | M                                 | F                      | M                 | F                |
| ------ | ----------------------- | ------------------------ | -------------------- | -------------------- | --------------------------------- | ---------------------- | ----------------- | ---------------- |
| 2012   | FC Saint-Léonard        |                          |                      |                      |                                   |                        |                   |                  |
| 2013   | CS Mont-Royal Outremont |                          |                      |                      |                                   |                        |                   |                  |
| 2014   | CS Longueuil            | Toronto FC Academy       |                      |                      |                                   |                        |                   |                  |
| 2015   | CS Mont-Royal Outremont | Oakville Blue Devils     | Durham United        |                      |                                   |                        |                   |                  |
| 2016   | CS Mont-Royal Outremont | Vaughan Azzurri          | FC London            |                      |                                   |                        |                   |                  |
| 2017   | AS Blainville           | Oakville Blue Devils     | FC London            |                      |                                   |                        |                   |                  |
| 2018   | AS Blainville           | Dynamo de Québec         | Vaughan Azzurri      | Durham United        |                                   |                        |                   |                  |
| 2019   | AS Blainville           | CS Monteuil              | Men's Futbol         | FC London            |                                   |                        |                   |                  |
| 2020   | AS Blainville           | AS Blainville            | annulé               | annulé               |                                   |                        |                   |                  |
| 2021   | CS Mont-Royal Outremont | AS Blainville            | Guelph United        | Woodbridge Strikers  |                                   |                        |                   |                  |
| 2022   | FC Laval                | AS Blainville            | Vaughan Azzurri      | CDN Ontario          | TSS Rovers                        | Whitecaps de Vancouver |                   |                  |
| 2023   | CS Saint-Laurent        | PEF Québec (CF Montréal) | Simcoe County Rovers | Alliance United      | Whitecaps de Vancouver (académie) | Whitecaps de Vancouver |                   |                  |
| 2024   |                         | CS Mont-Royal Outremont  |                      | CDN Ontario          | TSS Rovers                        | Whitecaps de Vancouver | Edmonton Scottish | Calgary Blizzard |
| 2025   |                         |                          |                      | Simcoe County Rovers |                                   | Altitude FC            |                   | Calgary Blizzard |

| Saison | Champion               | Vice-champion                        | 3e place            | 4e place            |
| ------ | ---------------------- | ------------------------------------ | ------------------- | ------------------- |
| 2022   | AS Blainville          | FC Laval                             | Alliance United     | Varsity FC          |
| 2023   | Whitecaps de Vancouver | PEF Québec (Académie du CF Montréal) | Unity FC            | Alliance United     |
| 2024   | Whitecaps de Vancouver | CS Mont-Royal Outremont              | CDN Ontario         | Blizzard de Calgary |
| 2025   | Simcoe County Rovers   | CS Mont-Royal Outremont              | Blizzard de Calgary | Altitude FC         |